# Dolores Puthod
Dolores Puthod (Milano, 24 giugno 1934) è una pittrice e scenografa italiana.

## Biografia
Dolores Puthod giunse nel 1951 Teatro alla Scala di Milano come assistente di Nicola Benois. Durante l'attività alla Scala ebbe modo di collaborare con Picasso, Giorgio de Chirico e Alberto Savinio. Dopo il diploma all'Accademia di Belle Arti di Brera, continuò le sue attività alla Scala.
Durante gli anni successivi tenne le sue primi mostre al Circolo della stampa di Milano e al Centro Culturale Francese di Milano.
Nel 1978, in occasione delle celebrazioni del bicentenario del Teatro alla Scala, realizzò otto grandi tele di 4 metri per 3 metri per una mostra itinerante che venne presentata in tutto il mondo nelle maggiori sedi teatrali e della cultura. L'anno successivo, il Vaticano attraverso il Pontificio Consiglio per il Dialogo Interreligioso le commissionò un dipinto a olio sul tema dell'ecumenismo, raffigurante i capi spirituali delle maggiori confessioni religiose del mondo riunite attorno a Papa Paolo VI; nel 1986, dopo l'Incontro interreligioso di Assisi, il dipinto fu definito profetico. Nel 1980 venne pubblicata per UNICEF una serie di sei litografie, presentate dal Cardinal Pignedoli e Madre Teresa di Calcutta.
Nel 1983, il Primo Ministro francese Pierre Mauroy la invitò a tenere una mostra all'Opéra de Lille, all'Auditorium Maurice Ravel di Lione, al Palazzo Savoia ad Aix-les-Bains, alla Casa della Cultura a Saint-Étienne. Gli anni seguenti realizzò un'esposizione itinerante sul tema della Commedia dell'Arte che tocca il Teatro Charles Dullin a Chambéry, l'ambasciata italiana di Parigi il Castello de la Batie d'Urfe, la Casa della Cultura a Bourges, la Casa della Cultura di Sochaux, l'Auditorium Maurice Ravel a Lione e il Conservatorio Nazionale di Arte Drammatica di Parigi.
Nel 1985 venne invitata dall'Universidad Catolica del Chile ad esporre le due grandi mostre sul bicentenario del Teatro alla Scala e sulla Commedia dell'arte, in numerose città cilene tra le quali Santiago del Chile, al Theatro Municipal, Valparaíso all'Istituto Italiano di Cultura per il 450º anniversario della città e a Viña del Mar al Theatro Comunal. Lo stesso anno la Casa della Cultura di Bourges realizzò sotto la sua guida una storia della Commedia dell'arte. In occasione del 25º anniversario della Repubblica di Algeria, l'Istituto di Cultura Italiano di Algeri la invitò ad esporre al Teatro Ibn Khaldoun. Su invito del Municipio di Roubaix, espose al Coliseum e la città realizzò un filmato ispirato ai suoi lavori.
Durante le Giornate Italiane di Strasburgo del 1988, Puthod realizzò il poster ufficiale e contemporaneamente ebbe modo di esporre in vari posti della città. Il Governo Francese le commissionò una grande tavola in occasione del bicentenario della Rivoluzione francese, esposto al Castello Sforzesco a Milano prima di essere trasferito in numerose città europee, e attualmente conservato nel Museo Diffuso Dolores Puthod - Spazio 1 a Tradate presso la Biblioteca Frera. Nel 1997 Dolores Puthod è ospite d'onore con Carla Fracci alla prima Biennale internazionale dell'arte contemporanea di Firenze, dove riceve il Premio Lorenzo il Magnifico alla carriera. Una retrospettiva completa dei suoi lavori è stata organizzata nel 2005 a Villa Mazzotti di Chiari, sotto il patrocinio della Presidenza del Consiglio dei ministri. Nel 2006 è stata invitata a presentare la sua mostra Searching for God alla St. Eugeniakyrkan a Stoccolma sotto l'alto patronato della Città del Vaticano.
Nel 2014 al compimento degli ottant'anni vengono istituiti in suo nome numerosi musei diffusi in Italia dai comuni di: Tradate, Caccuri, Palmi, Lomazzo, e la città di Como la celebra con quattro grandi eventi espositivi che hanno composto la mostra itinerante "80 Puthod, l'anima del segno teatrale" che continua per tutto il 2015 con il patrocinio di Reggia di Monza Expo Milano 2015 e della regione Lombardia, in varie sedi istituzionali. Collabora con UNESCO disegnando il manifesto per la Varia di Palmi, dichiarata Patrimonio immateriale dell'umanità. Nel 2014 è stato prodotto il film 29200 Puthod, l'altra verità della realtà basato sulla vita di Dolores Puthod, premiato all'Ariano Film Festival.
In occasione di Expo Milano 2015, la Reggia di Monza ha offerto a Dolores Puthod gli spazi del teatro di corte per la mostra "L'anima del segno teatrale" sul tema della Commedia dell'arte. Nell'occasione viene presentato ufficialmente il Premio Arlex Italian Arts Award i cui fondatori sono: Carla Fracci, Dolores Puthod, Ferruccio Soleri, e Enrico Intra. Durante Expo 2015 nelle chiese di Milano di San Raffaele e San Bernardino alle ossa viene presentata la mostra: "Searching for God". Nello stesso anno realizza al Piccolo Teatro di Milano lo spettacolo intitolato "Teatro musica e pittura su tela" che la vede accanto a Ferruccio Soleri e Enrico Intra. Il Museo Collezione arte e spiritualità Paolo VI di Concesio, acquisisce ed espone in permanenza un suo dipinto intitolato "Les Pleureuses".
La sua mostra antologica "Come chi trasfigura" viene esposta da settembre 2015 a febbraio 2016 al Vittoriale degli Italiani di Gardone Riviera con il patrocinio dei Musei del Garda e di Regione Lombardia e vengono acquisite quattro sue opere che entrano a far parte della collezione Fondazione Vittoriale degli Italiani.

## Opere
- Magnolia (1951), olio su masonite, 80 x 92 cm
- Nudo di schiena, Consuelo, olio su tela, 140 x 80 cm
- Infermo, olio su tavola, 80 x 120 cm
- Incontro ideale nei 200 anni alla Scala (1977), olio su tela, 4x3 m
- Lo Spinner (1976), olio su tela, 130 x 80 cm
- Prima della processione (1996), olio su tela, 35.3 x 30.3 cm
- Abbandono (1996), olio su tela, 70 × 70 cm
- Natura morta (1997), olio su tela, 60 × 70 cm
- Seguaci di Dio (1979), olio su tela 4 x 3 m
- Omaggio a Carla Fracci, WENK & Dolores Puthod (1979), incisione su lastra d'argento 800 18 x 24, tiratura 999.

## Premi
Ha ricevuto numerosi premi fra cui il Bolshoi Theatre Award a Mosca, il Paul Harris Fellows dal Rotary International e il Premio Lorenzo il Magnifico.